# Save the Greenback Act

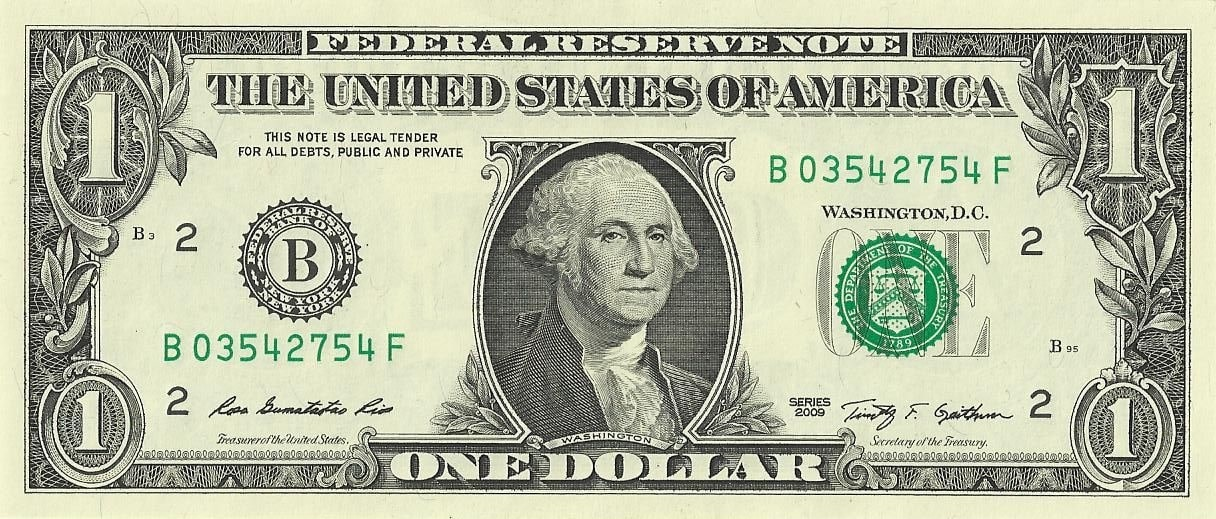
Amerikansk endollarsedel

Save the Greenback Act var ett amerikanskt lagförslag som lades fram i USA:s kongress 1995 och 1997, men som inte antogs. Om lagförslaget antagits hade det inneburit ett förbud mot att fasa ut den amerikanska endollar-sedeln. Förslaget lades fram i kongressen av republikanen Thomas M. Davis i ett tal den 24 februari 1995. I talet tog han upp flera argument emot utfasningen av endollar-sedeln.